# Jean-Michel Charbonnel
Jean-Michel Charbonnel (né le 25 avril 1952 à Paris) est un athlète français spécialiste du marathon. 
Le 1er mai 1980, à Liévin, il établit la meilleure performance française sur marathon en 2 h 12 min 18 s, améliorant de plus de deux minutes le temps de Dominique Coux. 
Il participe au marathon des Jeux olympiques de 1980 à Moscou mais est contraint à l'abandon.